# Ransonnet-Villez Eliza
Hídvégi és oltszemi báró, gróf Ransonnet-Villez Eliza (Nemes Nándorné/Ransonnet de Ville Erzsébet) (Bécs, 1843. október 6. – Brixen, Ausztria, 1899. október 25.) osztrák festő.

## Életpályája
Tanulmányait Bécsben végezte. Franz von Lenbachnál és Heinrich von Angelinél tanult festészetet, William Ungernél pedig grafikát. Ausztriába vándorolt francia arisztokrata családból származó nő volt; férje, Nemes Nándor (1835-1894) halála után a család szenttamási birtokán és Budapesten élt. 1885-től teljes jogú tagja volt a Bécsi Író- és Művésznők Egyesületének.
Portrékat és életképeket festett. Alapítványt létesített fiatal festők támogatására. Néhány képét a Magyar Nemzeti Galéria, Önarcképét a firenzei Uffizi őrzi.

## Magánélete
1864. június 19-én feleségül ment Nemes Nándor (1835-1894) magyar grófhoz, így került Magyarországra.

## Festményei
- Deák Ferenc
- Az árvák
- Az első úrvacsora
- Önarckép

## Galéria
- Két
- Liszt Ferenc (1879)
- Friedrich Schilcher festőművész portréja

## Fordítás
- Ez a szócikk részben vagy egészben  az   Elise Ransonnet-Villez című német Wikipédia-szócikk ezen változatának fordításán alapul.  Az eredeti cikk szerkesztőit annak laptörténete sorolja fel. Ez a jelzés csupán a megfogalmazás eredetét és a szerzői jogokat jelzi, nem szolgál a cikkben szereplő információk forrásmegjelöléseként.